# Verkehrsverbund Berlin-Brandenburg
Der Verkehrsverbund Berlin-Brandenburg (VBB) ist ein Zusammenschluss aller ÖPNV-Aufgabenträger in den Ländern Brandenburg und Berlin. Er hat die Rechtsform einer Gesellschaft mit beschränkter Haftung; seine Gesellschafter sind die beiden Länder Berlin und Brandenburg zu je einem Drittel des Stammkapitals sowie die 14 Landkreise und vier kreisfreien Städte im Land Brandenburg mit je 1,85 % des Stammkapitals.
Die Rechtsgrundlage des VBB sind der deutsch-deutsche Einigungsvertrag (in Anl. 1, Kap. XI) und die ÖPNV-Gesetze der Länder Berlin (in § 4 „Verkehrsverbund“) und Brandenburg (in § 5 „Verkehrsverbund Berlin-Brandenburg“).
Die Gesellschafter sind zuständig für die Bestellung von Verkehrsleistungen, die von den Verkehrsunternehmen erbracht werden. Die politische und die unternehmerische Verantwortung sind klar voneinander in Auftraggeber und Auftragnehmer getrennt.
Die Verkehrsverbund Berlin-Brandenburg GmbH wurde am 30. Dezember 1996 gegründet. Der gemeinsame Tarif für alle Mitgliedsregionen und -städte wurde zum 1. April 1999 eingeführt.
Der VBB ist Mitglied im Verband Deutscher Verkehrsunternehmen (VDV), im Dachverband European Metropolitan Transport Authorities (EMTA) und in der Bundesarbeitsgemeinschaft Schienenpersonennahverkehr (BAG SPNV).

## Daten

### Verkehrsgebiet
Das Verkehrsgebiet („Verbundgebiet“, VBB-Eigendarstellung „#VBBLand“) besteht aus den Bundesländern Berlin und Brandenburg. Mit der gemeinsamen Fläche dieser beiden Bundesländer von 30.546 km² ist der VBB der flächengrößte Verkehrsverbund Deutschlands, einer der größten Verkehrsverbünde Europas und damit so groß wie das Königreich Belgien. Im Januar 2018 wurden Bestrebungen des Landkreises Mecklenburgische Seenplatte bekannt, dem VBB beizutreten.
Im Jahr 2021 fuhren 1072 Linien insgesamt 13.214 Haltestellen und Bahnhöfe an. Die Länge aller Linien beträgt 32.772 Kilometer, wovon 27.772 Kilometer durch Busse und 3.759 Kilometer durch Eisenbahn-Regionalverkehr bedient werden. Täglich werden rund 2,9 Millionen Fahrgäste im Verbundgebiet befördert, das 6,216 Millionen Einwohner (Stand: 2023) aufweist. Insgesamt wurden im Jahr 2020 mehr als 1,07 Milliarden Fahrgäste befördert, wobei jeder Einwohner im Verbundgebiet durchschnittlich 236 Fahrten jährlich macht. Die Einnahmen der Verkehrsunternehmen aus VBB-Fahrausweisen betrugen 2022 rund 1,05 Milliarden Euro; dies entspricht einem Rückgang von 8,1 % gegenüber dem Vorjahr.

### Betriebszahlen
Für das Jahr 2022 wurden für den VBB folgende Betriebszahlen bekanntgegeben:
- 1091 Verkehrslinien, davon
  - 057 Bahn-Regionalverkehr-Linien
  - 016 S-Bahn-Linien
  - 049 Straßenbahnlinien
  - 009 U-Bahn-Linien
  - 008 Fährlinien
  - 911 Omnibuslinien
  - 039 PlusBus-Linien
  - 002 Oberleitungsbuslinien (siehe Oberleitungsbus Eberswalde)
- 13.537 Haltestellen, davon
  - Bus: 12.149
  - Straßenbahn: 685
  - Eisenbahn: 339
  - S-Bahn: 168
  - U-Bahn: 175
  - Fähre: 18
- Linienlänge nach Verkehrsmittel
  - Bus 27.622 km
  - Tram 495 km
  - U-Bahn 151 km
  - S-Bahn 611 km
  - Bahn-Regionalverkehr 4.160 km
- 1,37 Milliarden Fahrgäste jährlich
- 1,05 Milliarden Euro Einnahmen, davon nach Fahrausweisgruppen:
  - 30,0 % Bartarif
  - 63,6 % Zeitkarten
  - 06,4 % Sonstige

| Betriebsjahr | Fahrgastaufkommen (in Mio.) | Fahrgeldeinnahmen (in Mio. Euro) | Quelle |
| ------------ | --------------------------- | -------------------------------- | ------ |
| 2000         | 1061                        | 0727                             | –      |
| 2001         | 1136                        | 0764                             | –      |
| 2002         | 1176                        | 0717                             | –      |
| 2003         | 1185                        | 0794                             | –      |
| 2004         | 1197                        | 0872                             | –      |
| 2005         | 1227                        | 0901                             | –      |
| 2006         | 1256                        | 0954                             | –      |
| 2007         | 1237                        | 0965                             | –      |
| 2008         | 1240                        | 0996                             | –      |
| 2009         | 1260                        | 1025                             | –      |
| 2010         | 1266                        | 1071                             | –      |
| 2011         | 1282                        | 1092                             | –      |
| 2012         | 1293                        | 1137                             | –      |
| 2013         | 1321                        | 1199                             | –      |
| 2014         | 1365                        | 1274                             | –      |
| 2015         | 1400                        | 1340                             | –      |
| 2016         | 1442                        | 1411                             | –      |
| 2017         | 1470                        | 1430                             | –      |
| 2018         | 1539                        | 1466                             | [ 16 ] |
| 2019         | 1571                        | 1531                             | –      |
| 2020         | 1071                        | 1240                             | [ 17 ] |
| 2021         | –                           | –                                | –      |
| 2022         | 1371                        | 1052                             | [ 5 ]  |

## Aufgaben
Der VBB garantiert im öffentlichen Personennahverkehr (ÖPNV) eine einheitliche Verkehrsstruktur mit verkehrsmittelübergreifenden Preisen („VBB-Tarif“, „Verbundtarif“), die in jedem Verkehrsmittel gelten, das einem mit dem VBB kooperierenden Unternehmen gehört. Der Verbundtarif sieht eine einheitliche Tarifstruktur mit einem Fahrausweis, einem einheitlichen Fahrausweissortiment und einheitlichen Beförderungsbedingungen sowie eine einheitliche Fahrgastinformation vor. Linienführung, Fahrpläne und Umsteigemöglichkeiten sind innerhalb des Verbundgebiets aufeinander abgestimmt. Im Auftrag der beiden Länder Berlin und Brandenburg schreibt der VBB zudem Nahverkehrsleistungen vor allem für den Schienenpersonennahverkehr (SPNV) aus, überwacht die daraus resultierenden Verträge und prüft fortwährend die Qualität der Leistungen der SPNV-Unternehmen. In einem komplexen System gibt es Anreize für gute Leistungen (Bonus) und Sanktionen bei Schlechtleistungen (Malus), wie z. B. bei Pünktlichkeit, Zuverlässigkeit, Sauberkeit und Fahrgastinformation.
Im Gesellschaftsvertrag der VBB GmbH sind dessen Aufgaben wie folgt beschrieben:

„Gegenstand der Gesellschaft ist die Förderung der nachfrage- und bedarfsgerechten Sicherung und Entwicklung der Leistungsfähigkeit und Attraktivität des öffentlichen Personennahverkehrs im Sinne der ÖPNV-Gesetze der Länder Berlin und Brandenburg – zur Verwirklichung dieses Zwecks hat die Gesellschaft insbesondere folgende Aufgaben:
a) Erarbeitung und Abstimmung eines den regionalen Bedingungen angepassten einheitlichen Bedienungskonzeptes. Erstellung eines daraufhin gerichteten integrierten Fahrplanes sowie Formulierung von Qualitäts- und technischen Angebotsstandards;
b) Konzipierung, Einführung und Fortentwicklung eines einheitlichen Beförderungstarifs für den Verbundverkehr, einheitlicher Tarif- und Beförderungsbedingungen, Fahrgastinformationen, Marketingmaßnahmen und Abfertigungs- und Zahlungssysteme;
c) Erarbeitung und Anwendung eines Einnahmeaufteilungsverfahrens für das Verbundgebiet sowie Durchführung und Kontrolle der Einnahmeaufteilungsrechnungen;
d) Vergabe (einschließlich Vertragskontrolle und Abrechnung) der SPNV-Leistungen im Rahmen der für diese Aufgaben vorgesehenen Budgets im Namen und für Rechnung der betroffenen Aufgabenträger.
e) Dies gilt grundsätzlich auch für Leistungen des regionalen übrigen ÖPNV, es sei denn, dass die betroffenen Aufgabenträger diese Aufgaben im Einvernehmen mit dem Verkehrsverbund selbst wahrnehmen.
f) ÖPNV-Untersuchungen zur Weiterentwicklung und Verbesserung im VBB-Gebiet;
g) Mitwirkung bei der Aufgabenstellung und Fortschreibung der ÖPNV-Bedarfspläne und der Nahverkehrspläne der Aufgabenträger;
h) Mitwirkung bei der Abstimmung und Koordinierung der Nahverkehrspläne benachbarter Aufgabenträger;
i) Mitwirkung bei der Aufstellung und Umsetzung der Investitions- und Finanzierungspläne der Aufgabenträger für den Verbundverkehr, Ermittlung des Zuschussbedarfs für den Verbundverkehr;
j) Schaffung einer einheitlichen Bedien- und Nutzoberfläche des ÖPNV im Verbundgebiet;
k) Erarbeitung und Koordinierung verbundkonformer Betriebs- und Servicesysteme;
l) Erarbeitung einheitlicher qualitativer und quantitativer Standards für die Verkehrsbedienung des Verbundgebietes nach Maßgabe der Nahverkehrsplanungen, Finanzierungs- und sonstigen Vorgaben der Aufgabenträger;
m) Bewirtschaftung der der Gesellschaft zur Verfügung gestellten Fördermittel;
n) Koordinierung von Förderungsmaßnahmen der Aufgabenträger;
o) Abschluss von Kooperations-, Verkehrs- und anderen Verträgen mit Leistungserstellern (öffentlichen und privaten Unternehmen).
Unbeschadet der öffentlich-rechtlichen Zuständigkeiten der Aufgabenträger nimmt die Gesellschaft als Dienstleister teilweise deren Aufgaben wahr; koordiniert die Aufgaben der einzelnen Aufgabenträger und wirkt bei der Schaffung eines einheitlichen ÖPNV-Angebotes im Verbundgebiet mit. Die Gesellschaft führt die ihr von den Aufgabenträgern übertragenen Aufgaben in engster Abstimmung und Zusammenarbeit mit diesen sowie nach deren Finanzierungsvorhaben und -möglichkeiten durch.“

## Tarifsystem
Der gemeinsame Tarif für alle Mitgliedsregionen und -städte wurde zum 1. April 1999 eingeführt (zunächst ohne Lausitz und Landkreis Ostprignitz-Ruppin). 2019 feierte der VBB sein 20-jähriges Verbundtarif-Jubiläum.
Im VBB-Tarif sind Regional-Express-Züge, Regionalbahnen, S-Bahnen, U-Bahnen, Straßenbahnen, PlusBusse, Busse sowie einige Fähren enthalten.

### Tarifzonen

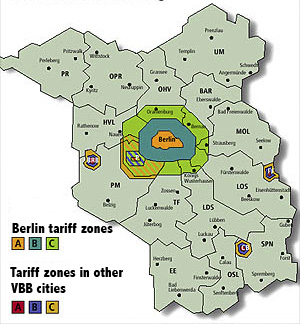
Tarifzonen im VBB-Gebiet

#### Tarifbereiche
Die Gebiete des Landes Berlin und seines Umlandes sowie die der kreisfreien Städte (Brandenburg an der Havel, Cottbus, Frankfurt (Oder), Potsdam) sind in drei Tarifbereiche eingeteilt:
- Bereich A – Innenstadt
- Bereich B – übriges Stadtgebiet
- Bereich C – Umland bis in einen bestimmten Abstand von der Stadtgrenze

VBB-Fahrausweise sind nur für zwei oder alle drei, nicht jedoch für einen einzelnen Tarifteilbereich erhältlich.
In Berlin bildet die Ringbahn die Grenze zwischen den Tarifbereichen A und B, die Stationen der Ringbahn gehören dabei ausschließlich zum Tarifbereich A. Die Außengrenze des Tarifbereichs C verläuft etwa 15 Kilometer von der Stadtgrenze entfernt.
In Frankfurt (Oder) bildet der Tarifbereich B einen halbkreisartigen Ring, der wie Tarifbereich A bis an die Oder heranreicht. Mit der Buslinie 983 reicht der Tarifbereich B darüber hinweg aber bis ins östlich angrenzende Słubice (Polen). Auch der Tarifbereich C bildet nur einen Halbkreis, der die an Frankfurt angrenzenden polnischen Gebiete nicht umfasst.
Die Potsdamer Tarifbereiche B und C sind ebenfalls keine vollständigen Ringe und enden, wie auch Tarifbereich A, an der Stadtgrenze Berlins. Der Verkehr von und nach Berlin ist über das Berliner Tarifsystem organisiert, indem die Potsdamer Tarifbereiche A und B vollständig dem Tarifteilbereich Berlin C zugeordnet sind.

#### Tarifwaben
Das VBB-Gebiet (Verbundgebiet) ist in Tarifwaben eingeteilt. Dabei ist jede Haltestelle oder jede Bahnstation einer Tarifwabe zugeordnet. Die Tarifwaben haben im Durchschnitt einen Durchmesser von 5 km. Das Stadtgebiet Berlins sowie der kreisfreien Städte (Tarifzonen A und B) ist nicht in Waben eingeteilt. Fahrausweise von Stationen außerhalb des jeweiligen C-Gebietes in die Stadt gelten grundsätzlich zu jeder Zielhaltestelle in der Stadt.

### Preisstufen im Raum Berlin

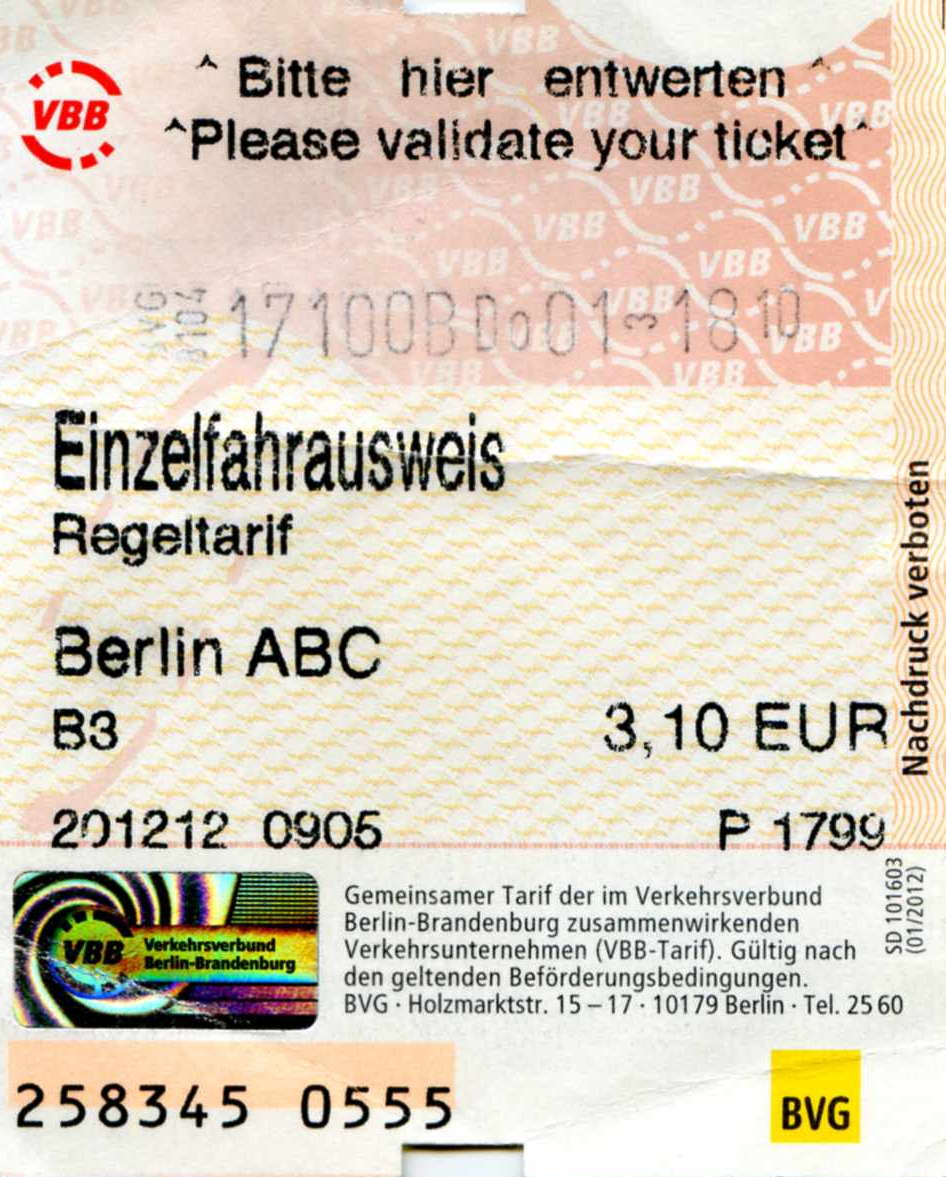
VBB-Einzelfahrausweis, 2012

Die Preise richten sich nach den zu durchfahrenden Zonen, wobei Fahrausweise mit entweder mindestens zwei Zonen (also nicht für Berlin A, Berlin B oder Berlin C alleine) erworben werden können oder eine Kurzstrecke.
Einzelfahrausweise zum Normal- und Ermäßigungstarif besitzen jeweils eine Gültigkeitszeit von zwei Stunden. Fahrausweise werden in drei Preisstufen ausgegeben:
- Tarifzonen AB
- Tarifzonen BC
- Tarifzonen ABC

Für Reisende, die bereits Tickets für zwei Zonen besitzen, ist der Anschlussfahrausweis Berlin als Einzelfahrausweis für den Übergang von Tarifzone AB auf C sowie von Tarifzone BC auf A erhältlich.
Die Kurzstrecke ist unabhängig von den Zonen für drei Stationen gültig, wobei nur Umstiege zwischen der S-Bahn Berlin und der U-Bahn Berlin erlaubt sind. Bei Bus und Straßenbahn Berlin reicht die Kurzstrecke für sechs Stationen ohne Umsteigen.
Die 4-Fahrten-Karte ist eine Mehrfahrtenkarte oder ein Multipack von Einzelfahrausweisen, die in den Tarifstufen AB, BC und ABC günstiger als vier einzelne Fahrausweise angeboten wird.
Neben den Einzelfahrausweisen existieren eine Reihe von Tages-, Wochen- und Monatskarten, die für Personengruppen wie Schüler und Studenten auch in ermäßigter Form erhältlich sind. Diese werden regelmäßig für die Tarifbereiche AB, BC und ABC ausgegeben, wobei Inhaber von Zeitkarten der Zonen AB bzw. BC für die Fahrt nach Tarifteilbereich C bzw. A den Anschlussfahrausweis bei entsprechenden Fahrten benötigen. Die Fahrradmitnahme ist in der Regel nicht kostenlos, sondern muss zu Kurzstrecke, Einzelfahrausweis, Tageskarte oder Monatskarte hinzugekauft werden. Inhaber bestimmter personengebundener Tickets, insbesondere von Monatskarten für Schüler und Auszubildende, können in den Tarifbereichen Berlin, Frankfurt/Oder und Potsdam unentgeltlich ein Fahrrad mitnehmen.

## VBB-fahrCard
Der VBB ist derzeit dabei, alle VBB-Fahrausweise im Abonnement auf die elektronische VBB-fahrCard umzustellen. Im Dezember 2015 wurde bekannt, dass die Karte entgegen den vorherigen Beteuerungen doch Bewegungsprofile aufzeichnet. Diese Funktion wurde umgehend von den ausgebenden Verkehrsunternehmen abgeschaltet und war nach Aussagen von VBB und Verkehrsunternehmen unbeabsichtigt.

## Qualitätsmanagement
Seit Verbundstart arbeitet die VBB GmbH gemeinsam mit den Verkehrsunternehmen und Aufgabenträgern an einem umfassenden Qualitätsmanagement. Dazu gehören nicht nur die Definition von Qualitätsstandards für alle Verbundverkehre, sondern auch die Festlegung für Qualitätskriterien in Verkehrsverträgen des SPNV-Regional- und S-Bahn-Verkehrs.
Für den SPNV-Regional- und S-Bahn-Verkehr ist die VBB GmbH mit dem Qualitätscontrolling beauftragt. Seit 2017 veröffentlicht der VBB für eine bessere Vergleichbarkeit und Transparenz das SPNV-Regionalverkehr Ranking „Qualität im Regio – Meine Linie im VBB“ mit Daten zur Pünktlichkeit, Zuverlässigkeit, Personalbegleitung und Kundenzufriedenheit auf allen Linien. Weitere Rankings gibt es auf dem Gebiet der Infrastruktur mit „Qualität im Bahnhof“ und „Qualität im Netz“. Die Aufzugsverfügbarkeit wird ebenfalls als besonders wichtiges Kriterium für die Anforderungen der mobilitätseingeschränkten Fahrgäste regelmäßig analysiert und veröffentlicht. In Kürze ist auch das Qualitätsranking der S-Bahn-Linien verfügbar.
Für alle Verbundverkehre sind die Leistungs-, Qualitäts- und Finanzierungsdaten nach Verkehrsverträgen bzw. Öffentliche Dienstleistungsaufträge der kommunalen Aufgabenträger und der Länder Berlin und Brandenburg gemäß den Berichtspflichten nach EU-VO 1370/2007 öffentlich zugänglich.
Das Qualitätsmanagement wird den Anforderungen der Kunden entsprechend stetig weiterentwickelt.

## Kundenkommunikation
Von 2007 bis Ende 2015 gab der VBB das Kundenmagazin BBPanorama heraus, zunächst mit dem Untertitel „Das Magazin zur Mobilität im Verkehrsverbund Berlin-Brandenburg“, ab Anfang 2010 dann in überarbeiteter Form und mit dem Zusatz „Das Mobilitätsmagazin für Berlin und Brandenburg“. Es erschien vierteljährlich in einer Auflage von etwa 65.000 Stück. Im Magazin informierte der VBB u. a. über Aktuelles zu Bus und Bahn, Tarifgestaltung, Ausflugstipps sowie Fahrplanänderungen und Liniennetze. Ein zwölfseitiges BBPanorama spezial erschien zum Fahrplanwechsel im Dezember 2011.
Anfang 2013 erschien die 134-seitige Sonderausgabe Die 10×10 schönsten Ausflugsziele in Berlin und Brandenburg. Die VBB GmbH stellte die BB Panorama ein, um die vorhandenen Ressourcen auf den digitalen Medien (bspw. Twitter, Facebook, YouTube) zu konzentrieren. Zudem werden die verkehrsmittelübergreifenden, also VBB-Themen, in den Kundenmagazinen der Verkehrsunternehmen (bspw. BVG, S-Bahn, DB Regio, ODEG, NEB) platziert.
Die VBB GmbH twittert seit 2011 für das #VBBLand (VBB-Eigendarstellung).

## Ausschreibungen im Schienenpersonennahverkehr

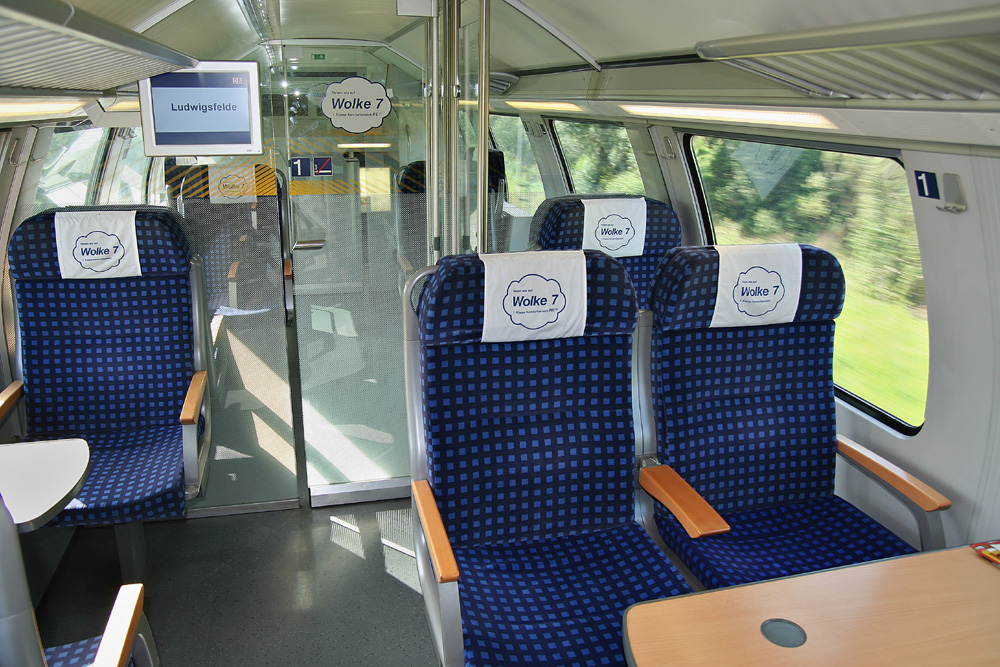
Erste-Klasse-Bereich „Wolke 7“ in einem modernen Doppelstockwagen der DB Regio

Seit 2002 schreibt der Verkehrsverbund Berlin-Brandenburg verstärkt Teilnetze des Berlin-Brandenburger Schienennetzes (Regionalverkehr) aus, teilweise auch in Zusammenarbeit mit anderen Verkehrsverbünden wie dem Verkehrsverbund Oberlausitz-Niederschlesien (ZVON).
Vergeben werden meist Linienbündel, beispielsweise das „Spree-Neiße-Netz“ (Bahnregionalverkehrslinien 46, 60V, 64, 65) oder das „Dieselnetz Ost“ (Linien 25, 36, 60, 63). Dabei beschränkten sich jedoch bis 2012 alle Ausschreibungen bisher nur auf ehemalige Regionalbahn-Linien, die gewinnbringenden und stark genutzten Regional-Express-Linien wurden nur durch DB Regio, einer Tochtergesellschaft der Deutschen Bahn, betrieben. Ein 2002 abgeschlossener Verkehrsvertrag zwischen Deutscher Bahn und den Ländern Berlin und Brandenburg sicherte zu, dass die Regional-Express-Linien erst nach 2012 ausgeschrieben werden durften; dies wurde, trotz der legalen Vergabe, sowohl von Experten als auch privaten Verkehrsunternehmen kritisiert.
Mit den seit 2002 durchgeführten Ausschreibungen sind auch vermehrt private Eisenbahnverkehrsunternehmen in beiden Ländern tätig, darunter beispielsweise die Ostdeutsche Eisenbahn (ODEG), die Niederbarnimer Eisenbahn (NEB) oder die Hanseatische Eisenbahn (HANS).
Genaueres zeigt ein Überblick über die bisherigen Wettbewerbsverfahren:
| Name der Ausschreibung      | Linien | Vertragslaufzeit                                                                         | Verkehrsleistung pro Jahr                                   | Gewinner                                           |
| --------------------------- | --- | ---------------------------------------------------------------------------------------- | ----------------------------------------------------------- | -------------------------------------------------- |
| Netz Ostbrandenburg         | - RB 25 Berlin-Lichtenberg – Tiefensee - RB 36 (Berlin-Lichtenberg –) Königs-Wusterhausen – Beeskow – Frankfurt (Oder) - RB 60 Berlin-Lichtenberg – Eberswalde – Wriezen – Frankfurt (Oder) - RB 63 Eberswalde – Templin (nach Kürzung der Regionalisierungsmittel wurden die RB 25 und RB 63 ab 12/2006 verkürzt) | 12/2004 – 12/2014                                                                        | 3.200.000 Zugkilometer                                      | Ostdeutsche Eisenbahn GmbH [BeNEX/Arriva]          |
| Heidekrautbahn              | - RB 27 Berlin-Karow – Basdorf – Wensickendorf / – Groß Schönebeck | 12/2005 – 12/2020                                                                        | 500.000 Zugkilometer                                        | NEB Betriebsgesellschaft mbH [Captrain/BEHALA]     |
| Ostbahn                     | - RB 26 Berlin-Lichtenberg – Müncheberg (Mark) – Kostrzyn | 12/2006 – 12/2014                                                                        | 980.000 Zugkilometer                                        | NEB Betriebsgesellschaft mbH [Captrain/BEHALA]     |
| Netz Spree-Neiße            | - RB 46 Cottbus – Forst (Lausitz) - RB 60V Görlitz – Bischofswerda (– Arnsdorf b. Dresden) - RB 64 Görlitz – Hoyerswerda - OE 65 Cottbus – Görlitz – Zittau | 12/2008 – 12/2018                                                                        | 2.664.000 Zugkilometer                                      | Ostdeutsche Eisenbahn GmbH [BeNEX/Arriva]          |
| Netz Cottbus – Leipzig      | - RE 10 Cottbus – Doberlug-Kirchhain – Falkenberg (Elster) – Leipzig - RB 43 Cottbus – Doberlug-Kirchhain – Falkenberg (Elster) | 12/2009 – 12/2022                                                                        | 1.500.000 Zugkilometer                                      | DB Regio AG                                        |
| Netz Stadtbahn              | Los 1: - RE 1 Magdeburg – Brandenburg – Berlin – Frankfurt (Oder) – Eisenhüttenstadt – Cottbus - RE 11 Cottbus – Eisenhüttenstadt – Frankfurt (Oder) - RB 13 Berlin-Spandau – Wustermark - RB 20 Oranienburg – Potsdam Hbf - RB 21 Wustermark – Potsdam Hbf - RB 22 Flughafen BER – Potsdam Hbf - RB 23 Michendorf – Potsdam Hbf (ab Dezember 2013 wurde die Linie RE 11 als RB 11 bezeichnet) | 12/2011 – 12/2022 (RE: 12/2012 – 12/2022)                                                | 8.628.000 Zugkilometer (+ Option: 299.000 Zugkilometer)     | DB Regio AG                                        |
| Netz Stadtbahn              | Los 2: - RE 2 Wismar/Wittenberge – Berlin – Cottbus - RE 4 Jüterbog – Berlin – Rathenow (– Stendal) - RB 33 Berlin-Wannsee – Jüterbog - RB 51 Brandenburg (Havel) – Rathenow | 12/2011 – 12/2022 (RE: 12/2012 – 12/2022)                                                | 7.004.000 Zugkilometer                                      | Ostdeutsche Eisenbahn GmbH (ODEG) [BeNEX/Arriva]   |
| Netz Stadtbahn              | Los 3: - RE 7 Dessau – Belzig – Berlin – Wünsdorf-Waldstadt - RE 9 Berlin Hbf – Flughafen BER - RB 14 Nauen – Senftenberg - RB 24 Berlin-Lichtenberg – Eberswalde | 12/2011 – 12/2022 (RE 7 ab 12/2012, RB 24 ab 12/2014, RE 9 Termin zum Einsatz unbekannt) | 6.702.000 Zugkilometer (+ Option: 96.000 Zugkilometer)      | DB Regio AG                                        |
| Netz Stadtbahn              | Los 4: - RB 35 Fürstenwalde (Spree) – Bad Saarow Klinikum | 12/2011 – 12/2014                                                                        | 173.000 Zugkilometer                                        | Ostdeutsche Eisenbahn GmbH (ODEG) [BeNEX/Arriva]   |
| Netz Elbe-Elster            | - RE 15 Dresden – Ruhland – Hoyerswerda - RE 18 Dresden – Ruhland – Cottbus - RB 31 Dresden – Elsterwerda-Biehla - RB 49 Cottbus – Ruhland – Bad Liebenwerda – Falkenberg (Elster) | 06/2013 – 12/2022                                                                        | 2.500.000 Zugkilometer                                      | DB Regio AG                                        |
| Netz Nord-Süd               | Los 1: - RE 3 Stralsund –/ Schwedt – Angermünde – Eberswalde – Berlin – Wünsdorf-Waldstadt – Elsterwerda seit Dezember 2015: - RE 3 Stralsund –/ Schwedt – Angermünde – Eberswalde – Berlin – Jüterbog – Falkenberg (Elster)/ Lutherstadt Wittenberg | 12/2014 – 12/2026                                                                        | ca. 4.100.000 Zugkilometer (+ Option: 800.000 Zugkilometer) | DB Regio AG                                        |
| Netz Nord-Süd               | Los 2: - RE 5 Stralsund –/ Rostock – Neustrelitz – Berlin – Jüterbog – Lutherstadt Wittenberg / – Falkenberg (Elster) seit Dezember 2015: - RE 5 Stralsund –/ Rostock – Neustrelitz – Berlin – Wünsdorf-Waldstadt – Elsterwerda (Entfall Berlin Südkreuz – Elsterwerda ab Dez. 2022) | 12/2014 – 12/2026                                                                        | 5.200.000 Zugkilometer (+ Option: 400.000 Zugkilometer)     | DB Regio AG                                        |
| Netz Ostbrandenburg         | Los 1: - RB 35 Fürstenwalde (Spree) – Bad Saarow Klinikum - RB 36 Königs Wusterhausen – Beeskow – Frankfurt (Oder) - RB 60 Eberswalde – Wriezen – Frankfurt (Oder) - RB 61 Prenzlau – / Schwedt (Oder) – Angermünde - RB 63 Eberswalde – Joachimsthal | 12/2014 – 12/2024                                                                        | 2.162.000 Zugkilometer                                      | NEB Betriebsgesellschaft mbH [Captrain/BEHALA]     |
| Netz Ostbrandenburg         | Los 2: - RB 12 Berlin Ostkreuz – Oranienburg – Löwenberg (Mark) – Templin - RB 25 Berlin Ostkreuz – Werneuchen - RB 26 Berlin-Lichtenberg – Müncheberg (Mark) – Kostrzyn - RB 54 Berlin – Oranienburg – Löwenberg (Mark) – Rheinsberg (Mark) | 12/2015 – 12/2024                                                                        | 2.700.000 Zugkilometer                                      | NEB Betriebsgesellschaft mbH [Captrain/BEHALA]     |
| SPNV-Netz Prignitz          | - RB 73 Neustadt (Dosse) – Kyritz – Pritzwalk - RB 74 Meyenburg – Pritzwalk – Pritzwalk West | 12/2012 – 12/2014                                                                        | 205.000 Zugkilometer                                        | Eisenbahngesellschaft Potsdam mbH                  |
| Netz Ostbrandenburg Vorlauf | - RB 25 Berlin-Lichtenberg – Werneuchen - RB 26 Berlin-Lichtenberg – Müncheberg (Mark) – Kostrzyn | 12/2014 – 12/2015                                                                        | 1.300.000 Zugkilometer                                      | NEB Betriebsgesellschaft mbH                       |
| SPNV-Netz Prignitz          | - RB 73 Neustadt (Dosse) – Kyritz – Pritzwalk - RB 74 Meyenburg – Pritzwalk – Pritzwalk West | 12/2014 – 12/2016                                                                        | 220.000 Zugkilometer                                        | Hanseatische Eisenbahn GmbH                        |
| SPNV-Netz Prignitz          | - RB 73 Neustadt (Dosse) – Kyritz – Pritzwalk - RB 74 Meyenburg – Pritzwalk – Pritzwalk West | 12/2016 – 12/2018                                                                        | 222.000 Zugkilometer                                        | Hanseatische Eisenbahn GmbH                        |
| Stendal – Rathenow          | - RB 34 Stendal – Rathenow | 12/2015 – 12/2018                                                                        | 230.000 Zugkilometer                                        | Ostdeutsche Eisenbahn GmbH (ODEG) [BeNEX/Netinera] |
| Nordwestbrandenburg         | - RE 6 Wittenberge – Pritzwalk – Neuruppin – Berlin-Spandau - RB 55 Hennigsdorf – Kremmen | 12/2016 – 12/2028                                                                        | 2.240.000 Zugkilometer                                      | DB Regio AG                                        |
| Netz Spree-Neiße            | - RB 46 Cottbus – Forst (Lausitz) - RB 65 Cottbus – Görlitz – Zittau | 12/2018 – 12/2030                                                                        | 1.900.000 Zugkilometer                                      | Ostdeutsche Eisenbahn GmbH (ODEG) [BeNEX/Netinera] |
| Elbe-Altmark                | - RB 33 Stendal – Tangermünde - RB 34 Stendal – Rathenow | 12/2018 – 12/2022                                                                        | 370.000 Zugkilometer                                        | Hanseatische Eisenbahn GmbH                        |
| Heidekrautbahn              | - RB 27 Berlin Gesundbrunnen/ Berlin-Karow – Basdorf – Wensickendorf / – Groß Schönebeck | 12/2020 – 12/2024                                                                        | 760.000 Zugkilometer                                        | NEB Betriebsgesellschaft mbH [Captrain/BEHALA]     |
| SPNV-Netz Prignitz          | - RB 73 Neustadt (Dosse) – Kyritz Bürgerpark - RB 74 Meyenburg – Pritzwalk – Kyritz Bürgerpark | 12/2020 – 12/2022                                                                        | 250.000 Zugkilometer                                        | Hanseatische Eisenbahn GmbH                        |
| Netz Elbe-Spree             | Los 1: - RE1 Magdeburg – Brandenburg Hbf – Potsdam – Berlin – Frankfurt (Oder) [– Cottbus] | 12/2022 – 12/2034                                                                        | 6.347.000 Zugkilometer                                      | Ostdeutsche Eisenbahn GmbH (ODEG) [BeNEX/Netinera] |
| Netz Elbe-Spree             | Los 2: - RE 2 Nauen – Berlin – Cottbus - RE 2V Berlin Charlottenburg – Lübbenau [– Cottbus] - FEX Berlin Hbf (tief) – Berlin Ostkreuz – Flughafen BER - RB 10 Nauen – Berlin Südkreuz - RB 14 Nauen – Berlin Südkreuz - RB 24a Eberswalde – Bernau – Berlin Ostkreuz – Flughafen BER Terminal 2 - RB 24b Flughafen BER – Wünsdorf-Waldstadt - RB 32a Oranienburg – Berlin Ostkreuz – Flughafen BER Terminal 2 - RB 32b Flughafen BER – Ludwigsfelde Ab Inbetriebnahme der Dresdner Bahn (vsl. 2025): - RE 2V –Linie entfällt– - RB 10 –Linie entfällt– - RB 14 Nauen – Berlin Ostbahnhof - RB 24 Eberswalde – Bernau – Berlin Ostkreuz – Flughafen BER – Wünsdorf-Waldstadt - RB 32 Oranienburg – Berlin Ostkreuz – Flughafen BER – Ludwigsfelde - RE 20 Berlin Hbf (tief) – Flughafen BER – Cottbus | 12/2022 – 12/2034                                                                        | 7.261.000 Zugkilometer                                      | DB Regio AG                                        |
| Netz Elbe-Spree             | Los 3: - RE 7 Dessau Hbf – Berlin – Senftenberg - RB 20 Potsdam Griebnitzsee – Golm – Hennigsdorf – Oranienburg - RB 21 Potsdam Hbf – Golm – Dallgow-Döberitz – Berlin Gesundbrunnen - RB 22 Potsdam Griebnitzsee – Golm – Flughafen BER – Königs Wusterhausen - RB 23 Golm – Potsdam Hbf – Berlin – Flughafen BER Ab Inbetriebnahme der Dresdner Bahn (vsl. 2025): - RB 23 Golm – Potsdam Hbf – Berlin Ostbahnhof | 12/2022 – 12/2034                                                                        | 6.497.000 Zugkilometer                                      | DB Regio AG                                        |
| Netz Elbe-Spree             | Los 4: - RE 8 Wismar – Wittenberge – Berlin Hbf – Flughafen BER - RE 8 Berlin Hbf (tief) – Baruth – Elsterwerda/ Finsterwalde - RB 17 Wismar – Schwerin Hbf – Ludwigslust [– Wittenberge] - RB 33 Potsdam – Beelitz Stadt – Jüterbog - RB 37 Beelitz Stadt – Potsdam Rehbrücke – Berlin Wannsee - RB 51 Brandenburg Hbf – Rathenow Ab Inbetriebnahme der Dresdner Bahn (vsl. 2025): - RE 8 Wismar – Wittenberge – Berlin Hbf (tief) – Baruth – Elsterwerda/ Finsterwalde | 12/2022 – 12/2034 RB 17: 12/2024 – 12/2034                                               | 6.856.000 Zugkilometer                                      | Ostdeutsche Eisenbahn GmbH (ODEG) [BeNEX/Netinera] |
| Netz Lausitz                | - RE 10 Frankfurt (Oder) – Cottbus Hbf – Doberlug-Kirchhain – Falkenberg (Elster) – Leipzig Hbf - RE 10 V Cottbus Hbf – Doberlug-Kirchhain – Falkenberg (Elster) – Leipzig Hbf - RE 13 Cottbus Hbf – Senftenberg – Elsterwerda - RB 43 Frankfurt (Oder) – Cottbus Hbf – Doberlug-Kirchhain – Falkenberg (Elster) - RB 49 Cottbus – Senftenberg – Ruhland – Elsterwerda – Falkenberg (Elster) | 12/2022 – 12/2035                                                                        | 3.800.000 – 4.300.000 Zugkilometer                          | DB Regio AG                                        |
| Elbe-Altmark II             | - RB 33 Stendal – Tangermünde - RB 34 Stendal – Rathenow | 12/2022 – 12/2028                                                                        | 370.000 Zugkilometer                                        | Hanseatische Eisenbahn GmbH                        |
| Netz Ostbrandenburg 2       | - RB 12 Berlin Ostkreuz – Oranienburg – Löwenberg (Mark) – Templin Stadt - RB 25 Berlin Ostkreuz – Werneuchen - RB 26 Berlin Ostkreuz – Müncheberg (Mark) – Kostrzyn - RB 35 Fürstenwalde (Spree) – Bad Saarow Süd - RB 36 Königs Wusterhausen – Beeskow – Frankfurt (Oder) - RB 54 Berlin – Oranienburg – Löwenberg (Mark) – Rheinsberg (Mark) - RB 60 Eberswalde – Wriezen – Frankfurt (Oder) - RB 61 Angermünde – Schwedt (Oder) - RB 62 Angermünde – Prenzlau - RB 63 Eberswalde – Joachimsthal (– Templin) | 12/2024 – 12/2036                                                                        | 6.900.000 Zugkilometer                                      | NEB Betriebsgesellschaft mbH [Captrain/BEHALA]     |
| Netz S-Bahn Berlin          | Los 1: Teilnetz Nord-Süd - S8 Hohen Neuendorf – Blankenburg – Ostkreuz – Schöneweide – Wildau - S86 Buch – Blankenburg – Ostkreuz – Schöneweide – Grünau - S2 Bernau – Buch – Gesundbrunnen – Friedrichstraße – Südkreuz – Blankenfelde - S25 Hennigsdorf – Gesundbrunnen – Friedrichstraße – Südkreuz – Teltow Stadt - S1 Oranienburg – Frohnau – Gesundbrunnen – Friedrichstraße – Schöneberg – Wannsee - S15 Frohnau – Gesundbrunnen – Hauptbahnhof - S85 Hauptbahnhof – Gesundbrunnen – Ostkreuz – Schöneweide – Flughafen Berlin-Brandenburg | 12/2027 – 12/2042 (gestaffelte Inbetriebnahme)                                           | 16.000.000 Zugkilometer                                     | *noch offen*                                       |
| Netz S-Bahn Berlin          | Los 2: Teilnetz Stadtbahn - S9 Flugh. Berlin-Brandenburg – Schöneweide – Friedrichstraße – Westkreuz – Spandau - S75 Wartenberg – Ostkreuz – Friedrichstraße – Westkreuz – Spandau - S5 Strausberg Nord – Ostkreuz – Friedrichstraße – Westkreuz - S7 Ahrensfelde – Ostkreuz – Friedrichstraße – Westkreuz – Wannsee – Potsdam Hbf - S3 Erkner – Friedrichshagen – Ostkreuz – Friedrichstraße – Charlottenburg | 2/2028 – 2/2043 (gestaffelte Inbetriebnahme)                                             | 14.000.000 Zugkilometer                                     | *noch offen*                                       |
| Netz Berlin–Stettin         | - RE 9 Berlin – Angermünde – Bundesgrenze (- Stettin) - RB 66 Angermünde – Bundesgrenze (–Stettin) | 12/2026 – 12/2038                                                                        | 1.300.000 Zugkilometer                                      | DB Regio AG, Region Nordost                        |
| Netz Nord-Süd               | Los 1: - RE 3 Stralsund –/ Schwedt – Angermünde – Eberswalde – Berlin – Jüterbog – Lutherstadt Wittenberg | 12/2026 – 12/2038                                                                        | 4.050.000 Zugkilometer                                      | DB Regio AG, Region Nordost                        |
| Netz Nord-Süd               | Los 2: - RE 4 Stendal – Rathenow – Berlin Hbf (tief) – Jüterbog – Falkenberg (Elster) | 12/2026 – 12/2038                                                                        | 3.040.000 Zugkilometer                                      | DB Regio AG, Region Nordost                        |
| Netz Nord-Süd               | Los 3: - RE 5 Stralsund –/ Rostock – Neustrelitz – Berlin-Südkreuz – Ludwigsfelde - RE 5C Neubrandenburg –/ Rostock – Neustrelitz (– Berlin Gesundbrunnen) | 12/2026 – 12/2038                                                                        | 4.410.000 Zugkilometer                                      | DB Regio AG, Region Nordost                        |

## PlusBus
Im Dezember 2014 stellte der Verkehrsverbund Berlin-Brandenburg gemeinsam mit der damaligen Verkehrsgesellschaft Belzig die ersten PlusBusse im Land Brandenburg vor. Der PlusBus zeichnet sich durch einen Fahrplan im Stundentakt an Werktagen (Mo–Fr) sowie mindestens im Zweistundentakt am Wochenende (Sa–So), Fahrten von früh bis abends, angepassten Anschlüssen (Übergangszeit ca. 15 min) zu Zügen des Regionalverkehrs und Umsteigen zwischen weiteren Buslinien aus.
Stand: 9. Februar 2025
| PlusBus-Netz                 | Linie | Endpunkte                                          | Verlauf                                           | Verkehrsunternehmen                                                   | seit              |
| ---------------------------- | ----- | -------------------------------------------------- | ------------------------------------------------- | --------------------------------------------------------------------- | ----------------- |
| PlusBus Airport-Region       | 428   | Königs Wusterhausen – Erkner                       | Niederlehme – Ziegenhals – Wernsdorf – Neu Zittau | Regionale Verkehrsgesellschaft Dahme-Spreewald, Busverkehr Oder-Spree | 1. September 2024 |
| PlusBus Airport-Region       | 735   | Königs Wusterhausen – Flughafen Berlin Brandenburg | Wildau (West) – Miersdorf – Schulzendorf          | Regionale Verkehrsgesellschaft Dahme-Spreewald                        | 9. August 2020    |
| PlusBus Airport-Region       | 736   | Königs Wusterhausen – Flughafen Berlin Brandenburg | Wildau (Ost) – Miersdorf – Schulzendorf           | Regionale Verkehrsgesellschaft Dahme-Spreewald                        | 9. August 2020    |
| PlusBus Barnim               | 894   | Bernau – Stolzenhagen                              | Wandlitz                                          | Barnimer Busgesellschaft                                              | 10. Dezember 2017 |
| PlusBus Barnim               | 896   | Bernau – Biesenthal                                | Rüdnitz                                           | Barnimer Busgesellschaft                                              | 10. Dezember 2017 |
| PlusBus Beelitz-Zauche       | 641   | Beelitz – Werder                                   | Fichtenwalde – Glindow                            | regiobus Potsdam Mittelmark                                           | 13. April 2019    |
| PlusBus Beelitz-Zauche       | 643   | Beelitz – Potsdam                                  | Seddin – Neuseddin – Michendorf                   | regiobus Potsdam Mittelmark                                           | 1. Januar 2018    |
| PlusBus Beelitz-Zauche       | 645   | Beelitz – Brandenburg                              | Fichtenwalde – Busendorf – Lehnin – Netzen        | regiobus Potsdam Mittelmark                                           | 1. Januar 2018    |
| PlusBus Elbe-Fläming         | X2    | Bad Belzig – Lutherstadt Wittenberg                | Niemegk – Kropstädt                               | regiobus Potsdam Mittelmark, Vetter Verkehrsbetriebe                  | 10. Mai 2021      |
| PlusBus Elsterland           | 520   | Herzberg – Falkenberg                              | Gräfendorf – Großrössen                           | Verkehrsmanagement Elbe-Elster                                        | 11. Dezember 2022 |
| PlusBus Elsterland           | 544   | Herzberg – Doberlug-Kirchhain                      | Schlieben – Trebbus – Werenzhain                  | Verkehrsmanagement Elbe-Elster                                        | 11. Dezember 2022 |
| PlusBus Elsterland           | 560   | Finsterwalde – Bad Liebenwerda                     | Doberlug-Kirchhain – Schönborn – Domsdorf         | Verkehrsmanagement Elbe-Elster                                        | 9. August 2020    |
| PlusBus Emsterland           | 554   | Lehnin – Brandenburg                               | Damsdorf – Jeserig – Götz                         | Fritz Behrendt                                                        | 11. Februar 2019  |
| PlusBus Havelland            | 663   | Nauen – Dallgow-Döberitz                           | Wustermark – Elstal                               | Havelbus                                                              | 25. Juni 2020     |
| PlusBus Hoher Fläming        | 580   | Bad Belzig – Potsdam                               | Golzow – Lehnin – Werder                          | regiobus Potsdam Mittelmark                                           | 14. Dezember 2014 |
| PlusBus Hoher Fläming        | 581   | Bad Belzig – Brandenburg                           | Dippmannsdorf – Golzow                            | regiobus Potsdam Mittelmark                                           | 14. Dezember 2014 |
| PlusBus Hoher Fläming        | 582   | Bad Belzig – Treuenbrietzen                        | Niemegk – Rietz                                   | regiobus Potsdam Mittelmark                                           | 1. Januar 2017    |
| PlusBus Lausitz              | 47    | Cottbus – Burg                                     | Briesen – Guhrow – Werben                         | Cottbusverkehr                                                        | 22. Oktober 2019  |
| PlusBus Lausitz              | 800   | Cottbus – Hoyerswerda                              | Spremberg – Schwarze Pumpe                        | Spree-Neiße Cottbusverkehr                                            | 1. Januar 2019    |
| PlusBus Lausitz              | 849   | Cottbus – Döbern                                   | Kathlow – Sergen – Trebendorf                     | Spree-Neiße Cottbusverkehr                                            | 1. November 2019  |
| PlusBus Lausitz              | 851   | Forst – Döbern                                     | Groß Schacksdorf-Simmersdorf – Groß Kölzig        | Spree-Neiße Cottbusverkehr                                            | 1. November 2019  |
| PlusBus Lausitz              | 858   | Forst – Guben                                      | Briesnig – Grießen – Groß Gastrose                | Spree-Neiße Cottbusverkehr                                            | 1. November 2019  |
| PlusBus Märkisch-Oderland    | 889   | Strausberg – Bad Freienwalde                       | Prötzel – Schulzendorf – Wriezen                  | Märkisch-Oderland Bus, Barnimer Busgesellschaft                       | 15. Dezember 2019 |
| PlusBus Nationalparklinie    | 468   | Schwedt – Angermünde                               | Meyenburg – Criewen – Flemsdorf                   | Uckermärkische Verkehrsgesellschaft                                   | 12. Dezember 2021 |
| PlusBus Naturpark            | 502   | Templin – Prenzlau                                 | Petznick – Mittenwalde – Haßleben                 | Uckermärkische Verkehrsgesellschaft                                   | 1. Juni 2023      |
| PlusBus Niederlausitz        | 579   | Finsterwalde – Elsterwerda                         | Staupitz – Gorden – Hohenleipisch                 | Verkehrsmanagement Elbe-Elster                                        | 4. August 2019    |
| PlusBus Oberhavel-Barnim     | 825   | Oranienburg – Bernau                               | Schmachtenhagen – Wensickendorf – Wandlitz        | Oberhavel Verkehrsgesellschaft, Barnimer Busgesellschaft              | 10. Dezember 2023 |
| PlusBus Oderland-Spree       | 400   | Beeskow – Eisenhüttenstadt                         | Grunow – Schlaubetal – Fünfeichen                 | Busverkehr Oder-Spree                                                 | 26. August 2023   |
| PlusBus Oderland-Spree       | 420   | Erkner – Neuenhagen                                | Woltersdorf – Schöneiche                          | Busverkehr Oder-Spree                                                 | 11. Dezember 2022 |
| PlusBus Oderland-Spree       | 435   | Fürstenwalde – Storkow                             | Rauen – Kolpin – Reichenwalde                     | Busverkehr Oder-Spree                                                 | 11. Dezember 2022 |
| PlusBus Oderland-Spree       | 440   | Fürstenwalde – Beeskow                             | Langewahl – Alt Golm – Pfaffendorf – Groß Rietz   | Busverkehr Oder-Spree                                                 | 9. Februar 2025   |
| PlusBus Oderland-Spree       | 950   | Erkner – Strausberg                                | Woltersdorf – Rüdersdorf – Hennickendorf          | Märkisch-Oderland Bus                                                 | 11. Dezember 2022 |
| PlusBus Prignitzer Elbtalaue | 944   | Wittenberge – Lenzen                               | Cumlosen – Lanz                                   | ARGE Prignitzbus                                                      | 20. August 2018   |
| PlusBus Ruppiner Seenland    | 711   | Neuruppin – Kyritz                                 | Wildberg – Wusterhausen                           | Ostprignitz-Ruppiner Personennahverkehrsgesellschaft                  | 13. April 2015    |
| PlusBus Ruppiner Seenland    | 756   | Neuruppin – Fehrbellin                             |                                                   | Ostprignitz-Ruppiner Personennahverkehrsgesellschaft                  | 15. April 2019    |
| PlusBus Ruppiner Seenland    | 764   | Neuruppin – Rheinsberg                             | Alt Ruppin – Lindow                               | Ostprignitz-Ruppiner Personennahverkehrsgesellschaft                  | 13. April 2015    |
| PlusBus Schorfheide          | 515   | Templin – Joachimsthal                             | Milmersdorf – Ringenwalde – Friedrichswalde       | Uckermärkische Verkehrsgesellschaft                                   | 1. Juni 2023      |
| PlusBus Spreewald            | 472   | Lübben – Luckau                                    | Neuendorf – Duben                                 | Regionale Verkehrsgesellschaft Dahme-Spreewald                        | 5. Juli 2018      |
| PlusBus Spreewald            | 500   | Lübben – Burg                                      | Radensdorf – Neu Zauche                           | Regionale Verkehrsgesellschaft Dahme-Spreewald                        | 5. Juli 2018      |
| PlusBus Teltow-Fläming       | 600   | Waßmannsdorf – Teltow                              | Mahlow – GVZ Großbeeren – Birkenhain              | Verkehrsgesellschaft Teltow-Fläming                                   | 8. April 2024     |
| PlusBus Teltow-Fläming       | 714   | Ludwigsfelde – Zossen                              | Groß Schulzendorf – Glienick – Dabendorf          | Verkehrsgesellschaft Teltow-Fläming                                   | 9. Dezember 2018  |
| PlusBus Teltow-Fläming       | 715   | Ludwigsfelde – Potsdam                             | Ahrensdorf – Nudow                                | Verkehrsgesellschaft Teltow-Fläming                                   | 10. Dezember 2017 |
| PlusBus Teltower Rübchen     | X1    | Teltow – Potsdam                                   | Stahnsdorf – Güterfelde                           | regiobus Potsdam Mittelmark                                           | 10. Februar 2020  |
| PlusBus Teltower Rübchen     | 621   | Teltow – Ludwigsfelde                              | Neubeeren – Sputendorf – Struveshof               | regiobus Potsdam Mittelmark                                           | 8. April 2024     |
| PlusBus Uckermark            | 403   | Prenzlau – Schwedt                                 | Gramzow – Fredersdorf – Passow                    | Uckermärkische Verkehrsgesellschaft                                   | 7. September 2019 |

## Verkehrsunternehmen im VBB

### Aktuelle Unternehmen
Folgende Unternehmen kooperieren im VBB (Stand: 2023):

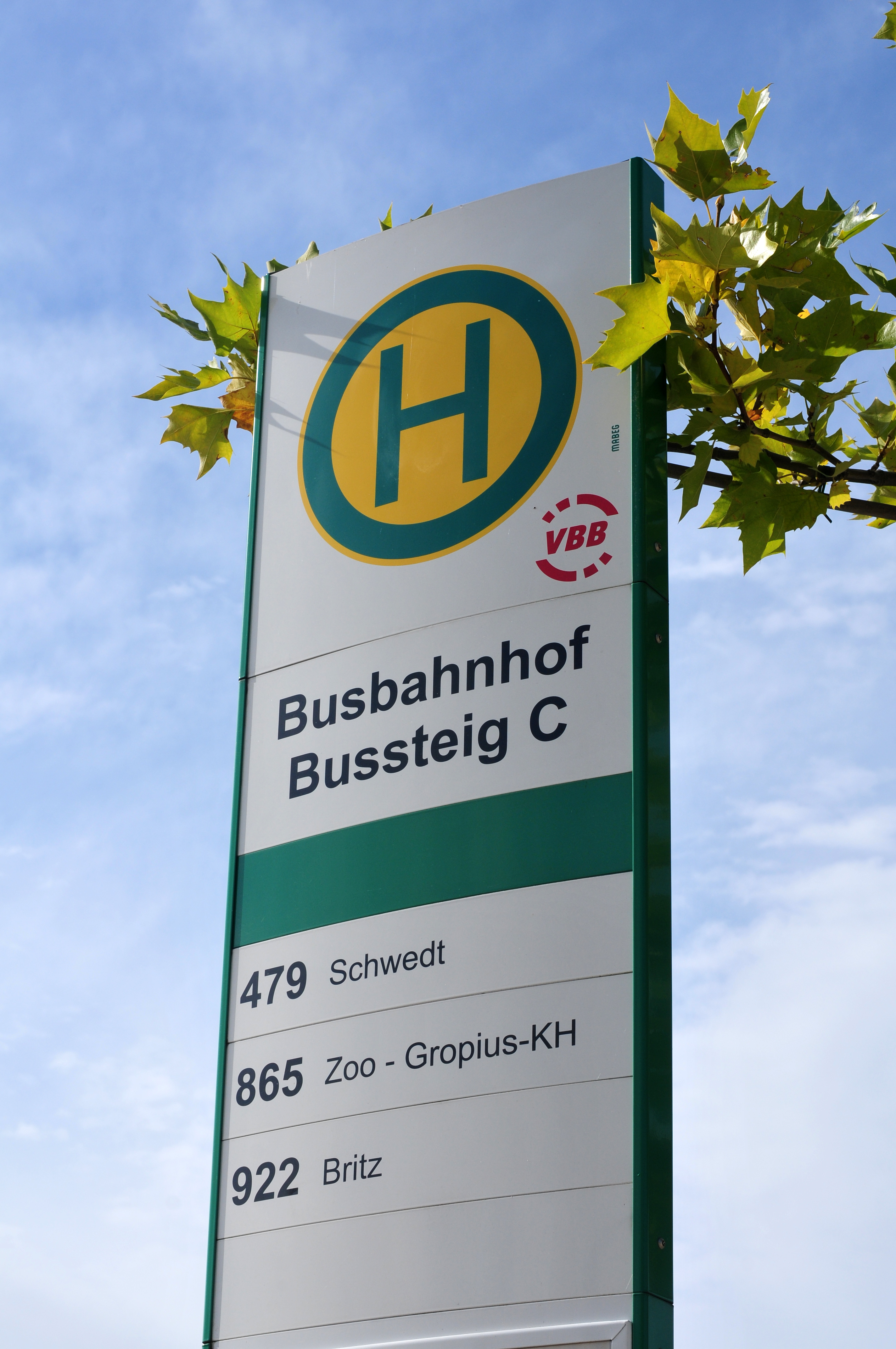
Haltestelle des VBB in Eberswalde

| Logo | Verkehrsunternehmen                                            | Sitz                     |
| ---- | -------------------------------------------------------------- | ------------------------ |
|      | A. Reich GmbH                                                  | Jüterbog                 |
|      | ARGE Prignitzbus                                               | Perleberg                |
|      | Barnimer Busgesellschaft mbH (BBG)                             | Eberswalde               |
|      | Bayerische Oberlandbahn GmbH / Mitteldeutsche Regiobahn (MRB)  | Holzkirchen              |
|      | Berliner Verkehrsbetriebe (BVG)                                | Berlin                   |
|      | Busverkehr Gerd Schmidt GmbH                                   | Lauchhammer              |
|      | Busverkehr Oder-Spree GmbH (BOS)                               | Fürstenwalde             |
|      | Cottbusverkehr GmbH (CV)                                       | Cottbus                  |
|      | DB Regio AG, Region Nordost                                    | Potsdam                  |
|      | Fritz Behrendt OHG                                             | Kloster Lehnin           |
|      | Günter Anger Busbetrieb                                        | Potsdam                  |
|      | HANSeatische Eisenbahn GmbH (HANS)                             | Putlitz                  |
|      | Havelbus Verkehrsgesellschaft mbH (HVG)                        | Nauen                    |
|      | Herz-Reisen GmbH                                               | Zossen                   |
|      | mobus Märkisch-Oderland Bus GmbH                               | Strausberg               |
|      | NEB Betriebsgesellschaft mbH (NEB)                             | Basdorf                  |
|      | Oberhavel Verkehrsgesellschaft mbH (OVG)                       | Oranienburg              |
|      | Omnibuscenter LEO REISEN                                       | Cottbus Gallinchen       |
|      | Lange Tours                                                    | Görzke                   |
|      | Omnibusverkehr Armin Glaser                                    | Wiesenburg/Mark          |
|      | Ostdeutsche Eisenbahn GmbH (ODEG)                              | Parchim                  |
|      | Ostprignitz-Ruppiner Personennahverkehrsgesellschaft mbH (ORP) | Kyritz                   |
|      | regiobus Potsdam Mittelmark GmbH (RPM)                         | Bad Belzig               |
|      | Regionale Verkehrsgesellschaft Dahme-Spreewald mbH (RVS)       | Luckau                   |
|      | S-Bahn Berlin GmbH                                             | Berlin                   |
|      | Sabinchen Touristik GmbH                                       | Treuenbrietzen           |
|      | Schöneicher-Rüdersdorfer Straßenbahn GmbH (SRS)                | Schöneiche bei Berlin    |
|      | Spree-Neisse Cottbusverkehr                                    | Cottbus                  |
|      | Stadtverkehrsgesellschaft mbH Frankfurt (Oder) (SVF)           | Frankfurt (Oder)         |
|      | Strausberger Eisenbahn GmbH (STE)                              | Strausberg               |
|      | Uckermärkische Verkehrsgesellschaft mbH (UVG)                  | Schwedt (Oder)           |
|      | Verkehrsbetrieb Potsdam GmbH (ViP)                             | Potsdam                  |
|      | Verkehrsbetriebe Brandenburg an der Havel GmbH (VBBr)          | Brandenburg an der Havel |
|      | Verkehrsgesellschaft Oberspreewald-Lausitz mbH (VGOSL)         | Senftenberg              |
|      | Verkehrsgesellschaft Teltow-Fläming mbH (VTF)                  | Luckenwalde              |
|      | Verkehrsmanagement Elbe-Elster GmbH (VMEE)                     | Finsterwalde             |

### Ehemalige Unternehmen
| Logo | Verkehrsunternehmen                                 | Sitz                    | bis  | Grund                                                                 |
| ---- | --------------------------------------------------- | ----------------------- | ---- | --------------------------------------------------------------------- |
|      | Beelitzer Verkehrs- und Servicegesellschaft mbH     | Potsdam                 | 2016 | Umbenennung in regiobus Potsdam-Mittelmark GmbH                       |
|      | Busverkehr Märkisch-Oderland GmbH (BMO)             | Strausberg              | 2016 | Verlust aller Verkehrsleistungen an mobus                             |
|      | DB Regio Bus Ost GmbH (DRO) - Spree-Neiße-Bus (SNB) | Potsdam Forst (Lausitz) | 2024 | Verlust aller Verkehrsleistungen an SPREE-NEISSE Cottbussverkehr GmbH |
|      | Eisenhüttenstädter Personennahverkehr GmbH          | Eisenhüttenstadt        | 2004 | Übernahme durch BOS                                                   |
|      | Elster-Nahverkehrsgesellschaft mbH (ENV)            | Finsterwalde            | 2007 | Umbenennung in Verkehrsmanagement Elbe-Elster GmbH                    |
|      | LausitzBahn GmbH (LB)                               | Görlitz                 | 2008 | Verlust aller Verkehrsleistungen an ODEG                              |
|      | Lehmann Reisen GmbH                                 | Falkenberg (Elster)     | 2017 | Übergang der Konzession auf VMEE                                      |
|      | Neißeverkehr GmbH (NV)                              | Guben                   | 2014 | Verlust aller Verkehrsleistungen an DB Regio Bus Ost                  |
|      | Ostseeland Verkehr GmbH / Märkische Regiobahn (MRB) | Schwerin                | 2011 | Verlust aller Verkehrsleistungen an ODEG                              |
|      | Omnibusbetrieb Gustav Wetzel                        | Cammer (Brück)          | 2022 | Übernahme aller Leistungen durch RPM                                  |
|      | Omnibusbetrieb Obst                                 | Bad Liebenwerda         | 2017 | Übergang der Konzession auf VMEE                                      |
|      | Personenverkehrsgesellschaft mbH Schwedt/Angermünde | Schwedt/Oder            | 2008 | Verschmelzung mit UVG                                                 |
|      | Prignitzer Eisenbahn GmbH (PEG)                     | Berlin                  | 2012 | Verlust aller Verkehrsleistungen an HANS, DB Regio                    |
|      | Seelower Verkehrsgesellschaft mbH (SEVG)            | Seelow                  | 2005 | Zusammenschluss mit SVG zu BMO                                        |
|      | Strausberger Verkehrsgesellschaft mbH (SVG)         | Strausberg              | 2005 | Zusammenschluss mit SEVG zu BMO                                       |
|      | Südbrandenburger Nahverkehrs GmbH (SBN)             | Senftenberg             | 2017 | Übergang der Konzession auf VGOSL                                     |
|      | Verkehrsgesellschaft Belzig mbH (VGB)               | Bad Belzig              | 2017 | Eingliederung in regiobus Potsdam-Mittelmark                          |
|      | Verkehrsgesellschaft Prignitz mbH (VGP)             | Perleberg               | 2016 | Verlust aller Verkehrsleistungen an ARGE Prignitzbus                  |
|      | Woltersdorfer Straßenbahn GmbH (WS)                 | Woltersdorf             | 2019 | Übergabe der Betriebsführung an SRS                                   |

Anmerkung: unvollständig, einzelne Unternehmen könnten nicht in der Liste enthalten sein.